# Copiula
Genre
Copiula est un genre  d'amphibiens de la famille des Microhylidae.

## Répartition
Les douze espèces de ce genre sont endémiques de Nouvelle-Guinée.

## Liste des espèces
Selon Amphibian Species of the World (28 mars 2020) :
- Copiula alpestris (Zweifel, 2000)
- Copiula annanoreenae Günther, Richards & Dahl, 2014
- Copiula bisyllaba Günther and Richards, 2020
- Copiula derongo (Zweifel, 2000)
- Copiula exspectata Günther, 2002
- Copiula fistulans Menzies & Tyler, 1977
- Copiula guttata (Zweifel, 2000)
- Copiula lennarti Günther, Richards & Dahl, 2014
- Copiula major Günther, 2002
- Copiula minor Menzies & Tyler, 1977
- Copiula mosbyae Günther and Richards, 2020
- Copiula obsti Günther, 2002
- Copiula oxyrhina (Boulenger, 1898)
- Copiula pipiens Burton & Stocks, 1986
- Copiula rivularis  (Zweifel, 2000)
- Copiula tyleri Burton, 1990

## Publication originale
- Méhelÿ, 1901 : Beiträge zur Kenntnis der Engystomatiden von Neu-Guinea. Természetrajzi Füzetek, vol. 24, p. 169–271 (texte intégral).